# Maksymilian Jabłonowski
Maksymilian Jabłonowski (ur. w 1785 roku, zm. 13 lutego 1846 w Krzywinie) – polski arystokrata, polityk, książę w Królestwie Kongresowym w 1820 roku, mistrz dworu królewskiego Mikołaja I Romanowa w 1830 roku.
Brat przyrodni Stanisława Pawła Jabłonowskiego.

## Życiorys
Jego ojcem był ks. Antoni Barnaba Jabłonowski, matką – druga żona ojca Tekla Czaplicówna, córka Celestyna Czaplica, łowczego wielkiego koronnego, marszałka sejmu 1766, poety.
Od 1821 kasztelan Królestwa Polskiego, od 1830 wojewoda, po statucie organicznym (1832) członek Rady Stanu, później senator imperium Rosyjskiego, prezes Heroldii Królestwa Polskiego w latach 1845–1846.
W 1828 roku był członkiem Sądu Sejmowego, mającego osądzić osoby oskarżone o zdradę stanu.
Jego piękna żona Teresa z Lubomirskich (zm. 1847) prowadziła salon znany w sferach arystokratycznych Warszawy, właścicielka Czarnolasu w latach 1834-1847.
Zmarł 13 lutego 1846 w Krzywinie, gdzie został pochowany.
Odznaczony Orderem Świętej Anny 1 klasy